# كارين هيغمان
كارين هيغمان (بالألمانية: Karen Hagemann)‏ هي أستاذة جامعية ومؤرخة ألمانية، ولدت في 17 ديسمبر 1955 في هامبورغ في ألمانيا.